# 아드야만주

아드야만주의 위치

아드야만주(튀르키예어: Adıyaman ili)는 튀르키예 중남부에 위치한 주로, 동남아나톨리아 지역에 속한다. 주도는 아드야만이며 면적은 7,614km2, 인구는 677,518명(2006년 기준), 자동차 번호는 02번, 시외전화 지역번호는 0416번이다. 1954년 말라티아주에서 분리되어 신설되었으며 9개 군을 관할한다.

## 인구
| 연도 | 인구    | ±% p.a. |
| ---- | ------- | ------- |
| 1914 | 99,439  | —       |
| 1923 | 77,819  | −2.69%  |
| 1935 | 126,460 | +4.13%  |
| 1950 | 181,670 | +2.44%  |
| 1960 | 233,717 | +2.55%  |
| 1970 | 303,511 | +2.65%  |
| 1980 | 367,595 | +1.93%  |
| 1990 | 513,131 | +3.39%  |
| 2000 | 623,881 | +1.97%  |
| 2010 | 590,935 | −0.54%  |
| 2020 | 632,459 | +0.68%  |